# Gertrude Duby Blom
Gertrude "Trudi" Duby Blom (nascida Gertrude Elisabeth Lörtscher; 7 de julho de 1901 – 23 de dezembro de 1993) foi uma jornalista suíça, antropóloga social e fotógrafa documental que passou cinco décadas narrando as culturas maias de Chiapas, México, particularmente a cultura dos maias Lacandon. Posteriormente, ela também se tornou uma ativista ambiental. Antiga residência de Blom, intitulado Casa Na Bolom, é um centro cultural e de pesquisa dedicado à proteção e preservação da floresta tropical Lacandona Maya e La Selva Lacandona.

## Europa 1901-1940
Gertrude Blom nasceu nos Alpes Suíços, no cantão de Berna, na Suíça. Ela cresceu na vila de Wimmis, onde seu pai Otto Lörtscher era um ministro e grande parte de suas brincadeiras de infância foram influenciadas pelos contos do oeste selvagem de Karl May. Depois de se formar em horticultura em 1918, Blom frequentou uma escola de trabalho social em Zurique. Lá ela se tornou membro do Partido Socialista e desenvolveu um interesse em jornalismo e política. Ela deixou a escola e viajou por toda a Europa, falando e organizando em nome do Partido Socialista. Em 1925 ela se casou com Kurt Düby (1900-1951). Seu casamento terminou alguns anos depois, quando Blom se mudou para a Alemanha para fazer uma reportagem sobre Adolf Hitler e a crescente brutalidade nazista para jornais suíços. Trabalhar como organizadora, palestrante e jornalista antifascista levou Blom a Paris, onde se juntou ao movimento internacional contra a Alemanha de Hitler. Em 1939, depois que Blom foi presa e deportada de volta para a Suíça, ela planejava viajar para Nova Iorque e arrecadar fundos para refugiados de guerra, mas uma súbita mudança de opinião a levou a se juntar à emigração em massa de pacifistas, comunistas, líderes trabalhistas, artistas e judeus recebidos no México pelo presidente Lázaro Cárdenas.

## México 1940-1969
Na Cidade do México, Blom foi contratada como assistente social do governo para estudar e informar sobre as condições de trabalho das mulheres mexicanas. Mais tarde, enquanto pesquisava mulheres que lutaram como zapatistas com o exército revolucionário de Emiliano Zapata, Blom comprou sua primeira câmera para ajudar a documentar seu trabalho. Em 1943, influenciada pelas aventuras do antropólogo francês Jacques Soustelle, cujo livro sobre exploração da selva ela havia lido no barco para o México, Blom convenceu um ministro do governo a deixá-la participar de uma expedição a Chiapas em busca da lendária e raramente fotografada Lacandon Maya. Blom mais tarde atribuiu sua aparência atraente e a câmera que ela usava em volta do pescoço para seu lugar nesta primeira expedição oficial de Lacandon, que deveria ser conduzida a cavalo. Blom nunca tinha andado a cavalo.
Blom não só se tornou uma exímia amazona, como também fotografou Lacandon e escreveu um livro sobre a expedição de 1943, no qual ela encontrou no povo maia de Lacandon e o território deles na selva, considerada uma vocação de sua vida. Posteriormente, naquele mesmo ano, em uma segunda expedição para visitar outro assentamento Lacandon, ela conheceu Frans Blom, um arqueólogo e cartógrafo dinamarquês que estava na selva procurando as ruínas maias de Bonampak. Eles se uniram em várias explorações na selva subsequentes, que mais tarde forneceram o material para um estudo de dois volumes La Selva Lacandona.

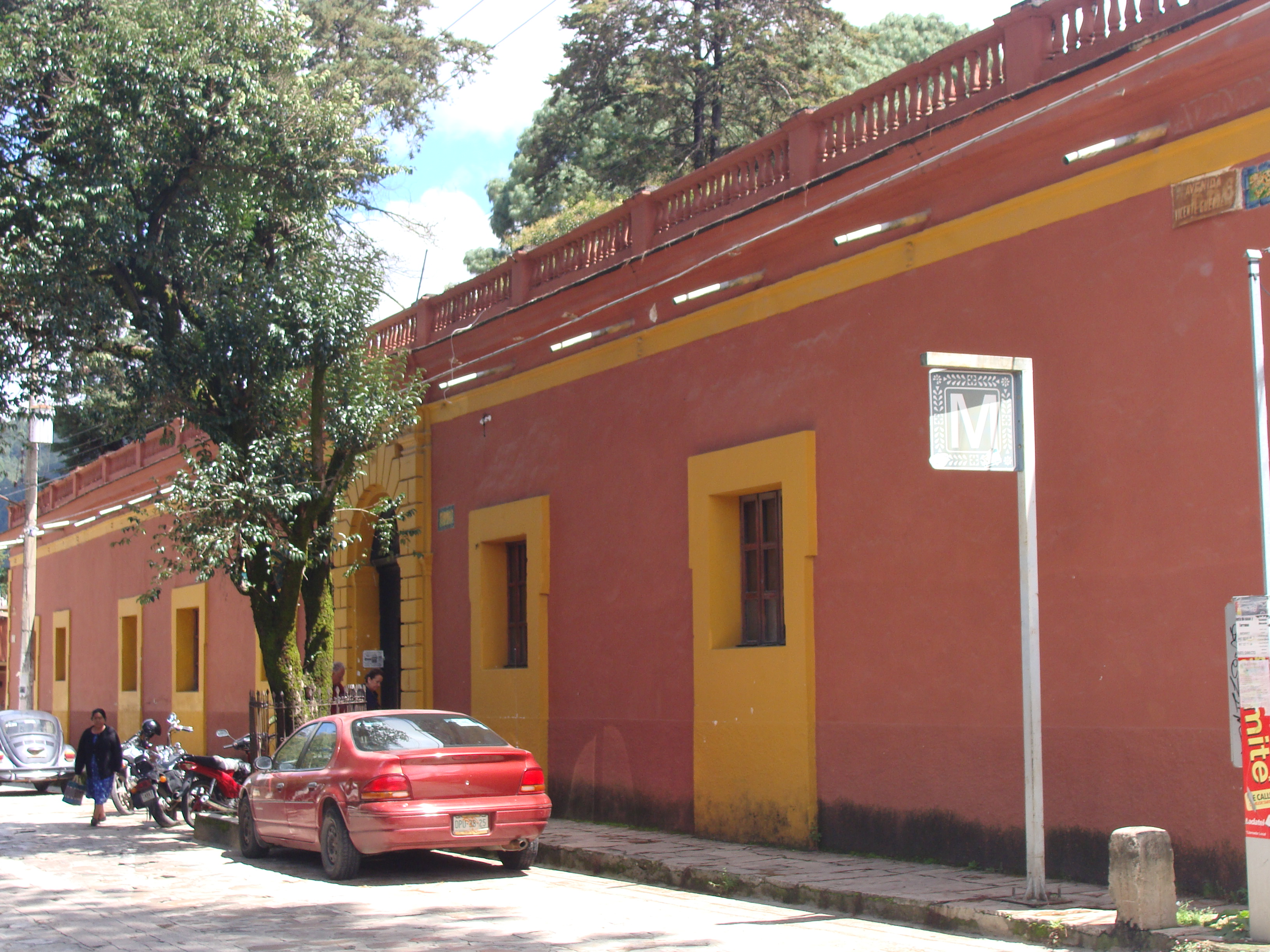
Casa Na Bolom, residência onde Gertrude viveu com seu marido Frans

Em 1951, Frans e Gertrude Blom se casaram. Para estar mais perto da selva, eles se mudaram da Cidade do México para San Cristóbal de las Casas, Chiapas. Com uma herança da mãe de Frans, os Bloms adquiriram um edifício neoclássico nos arredores de San Cristóbal de las Casas. Foi construído em 1891 e foi originalmente destinado a ser um seminário. Eles restauraram o prédio e os terrenos e o renomearam como Casa Na Bolom, ou Casa do Jaguar. Para sustentar a família e os estudos maias de Frans, os Bloms recebiam convidados pagantes para refeições. Eventualmente, a Casa Na Bolom evoluiu para uma pousada que atrai visitantes de todo o mundo, incluindo arqueólogos das principais universidades americanas e convidados notáveis como Diego Rivera, François Mitterrand, Helen Hayes e Henry Kissinger.
Nos doze anos seguintes, até a morte de Frans Blom em 1963, o casal compartilharam uma paixão por expedições em busca de ruínas maias. Nessas viagens e às vezes como guia de selva paga para outros, Gertrude Blom continuou fotografando o povo maia. Ela tinha pouco interesse no lado técnico da fotografia. Blom considerava sua câmera uma ferramenta para documentar as pessoas e a cultura de um lugar em rápida mudança. Depois que uma foto era tirada, Blom muitas vezes perdia o interesse ou se esquecia de revelar as impressões.

## México 1970-1993

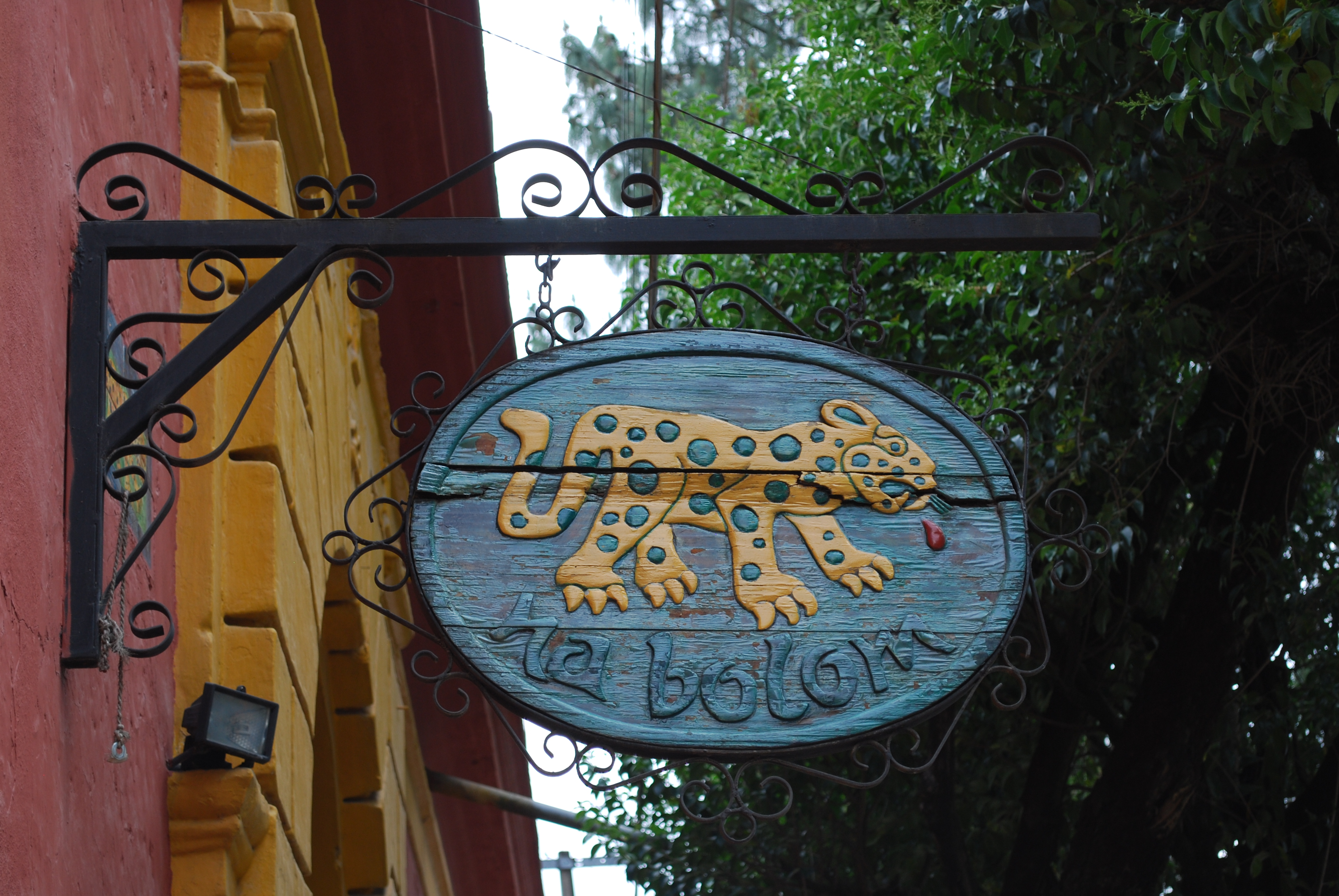
Assinatura no museu Na Bolom

No início da década de 1970, a direção da vida de Blom mudou mais uma vez. Ela estava cada vez mais perturbada pelo desmatamento sistemático de La Selva Lacandona por madeireiros, colonos imigrantes, a indústria do petróleo e o governo mexicano. Blom decidiu que deveria falar, e assim se tornou uma dos primeiras ativistas ambientais do século XX. Por conta própria, ela fez palestras com apresentações de slides de suas fotografias documentais, viajando pelo México, Estados Unidos, Alemanha e Suíça para conscientizar sobre os danos irreparáveis que estão sendo causados à selva. Ela escreveu centenas de artigos em três idiomas diferentes protestando contra as políticas mexicanas. Blom apareceu em programas de televisão mexicanos e pressionou funcionários do governo mexicano. Em 1975, nos terrenos de Na Bolom, ela iniciou o El Vivero, um viveiro de árvores que distribui milhares de árvores gratuitas para reflorestamento. Em seu ensaio intiulado The Jungle is Burning, Blom escreve: "Se a humanidade continuar abusando do planeta como estamos hoje, os efeitos no futuro próximo serão muito piores do que a devastação que seria causada por qualquer bomba atômica".
Em 1983 Blom supervisionou a primeira coleção publicada de suas fotografias Gertrude Blom - Bearing Witness, um projeto patrocinado pelo The Center for Documentary Studies, Universidade Duke. Reina de la Selva, um filme da vida de Blom no qual ela aparece, foi feito por Robert Cozens em 1989.
Blom morreu aos 92 anos. Ela foi enterrada ao lado de Frans Blom no cemitério municipal de San Cristobal de Las Casas. Em 2011, os restos mortais de Frans e Gertrude Blom foram desenterrados e transportados para a aldeia na selva de Naha, Chiapas, onde Blom manteve um acampamento na selva por muitos anos. Ambos foram finalmente enterrados de acordo com seus desejos, em La Selva Lacandona e perto do túmulo de Chan K'in Viejo, um líder espiritual lacandono que Blom considerava seu melhor amigo.